# Nyerereite
La nyerereite è un minerale. Fu identificata e descritta da J. B. Dawson nel 1963: il nome le è stato attribuito in omaggio al primo presidente della Tanzania, Julius Nyerere (1922-1999).
La nyerereite è classificata e ritrovata dai complessi alcalini Afrikanda anche nella Penisola Kola in Russia.